# Felix L. Powell
Felix L. Powell, född 23 maj 1878 i St Asaph, död 10 februari 1942 i Peacehaven, var en engelsk kompositör. Han var bror till George Powell.
Bland Powells mest berömda sånger är "Pack up Your Troubles in an Old Kit Bag" (på svenska som "Lägg dina sorger i en gammal säck").